# Argeș
För floden, se Argeș (flod).
Argeș är ett län (județ) i södra Rumänien med en yta på 6 862 km² och 639 930 invånare. Residensstad är Pitești. Länet är indelat i 3 municipii, 4 städer och 95 kommuner.

## Municipii
- Pitești
- Câmpulung
- Curtea de Argeș

## Städer
- Mioveni
- Costești
- Topoloveni
- Ștefănești

## Kommuner
| - Albeștii de Argeș - Albeștii de Muscel - Albota - Aninoasa - Arefu - Băbana - Băiculești - Bălilești - Bârla - Bascov - Beleți-Negrești - Berevoești - Bogați - Boteni - Boţești - Bradu - Brăduleț - Budeasa - Bughea de Jos | - Buzoești - Căldăraru - Călinești - Căteasca - Cepari - Cetățeni - Cicănești - Ciofrângeni - Ciomăgești - Cocu - Corbeni - Corbi - Coșești - Cotmeana - Cuca - Dâmbovicioara - Dârmanești - Davidești - Dobrești | - Domnești - Drăganu - Dragoslavele - Godeni - Hârsești - Hârtiești - Izvoru - Leordeni - Lerești - Lunca Corbului - Mălureni - Mărăcineni - Merișani - Micești - Mihaești - Mioarele - Miroși - Morărești - Moșoaia | - Mozăceni - Mușătești - Negrași - Nucșoara - Oarja - Pietroșani - Poiana Lacului - Poienarii de Argeș - Poienarii de Muscel - Popești - Priboieni - Rătești - Recea - Rociu - Rucăr - Sălătrucu - Schitu Golești - Slobozia - Stâlpeni | - Stoenești - Stolnici - Suseni - Ștefan cel Mare - Șuici - Teiu - Tigveni - Țițești - Uda - Ungheni - Valea Danului - Valea Iașului - Valea Mare-Pravăț - Vedea - Vlădești |